# Григориадис, Солон
Со́лон Зе́фирос Григориа́дис (греч.  Σόλων Ζέφυρος Γρηγοριάδης; Кастория, Османская империя, 1912 — Афины, Греция, 1994) — греческий морской офицер, журналист и историк XX века.

## Биография
Солон Григориадис родился в 1912 году в городе Кастория Османской Македонии. Его отец, греческий офицер Неокосмос Григориадис прибыл в Македонию в начале века, под фамилией Андронику.
Отец не принимал непосредственного участия в боевых операциях борьбы за Македонию, но был задействован в организационной и пропагандистской структуре, в качестве агента:108.
В июне 1910 года Андронику (Григориадис) был назначен директором детского пансионата в городе Кастория, где одновременно был учителем и секретарём митрополии, а его жена, Матильда, учительницей музыки в местной гимназии.
Через несколько месяцев после рождения Солона, в ходе Первой Балканской войны, Западная Македония, включая Касторию, была освобождена греческой армией.
Окончив школу, Солон поступил в военно-морское училище в Пирее, которое окончил в 1932 году, в звании старшего лейтенанта флота.
Не располагаем информацией когда и по каким причинам Григориадис оставил флот.
Бригадный генерал В. Венецанопулос свидетельствует, что Григориадис был изгнан с флота по политическим причинам.
Свою журналистскую карьеру Григориадис начал в 1935 году в газете «Этнос» (Έθνος- Нация), где писал статьи на темы геостратегии, политики и экономики.
Многие его статьи были переведены и перепечатаны в иностранной прессе. В качестве военного корреспондента совершил поездки в Польшу (1939), Египет (1939), Финляндию (1940) и Францию (1940).
В годы тройной, германо-итало-болгарской, оккупации Греции, Григориадис был командиром отдельной флотилии партизанского флота (ЭЛАН) в заливе Малиакос (северная Эвбея).
Одновременно, писал в подпольной прессе, был депутатом в Национальном собрании гор в Корисхадес Эвритании в 1944 году.
В тот же период, его отец стал Председателем Центрального комитета Народно-освободительной армии:602, а затем председателем Национального собрания в горах:692.
В тяжёлых условиях Гражданской войны Григориадис был главным редактором еженедельного дополнения газеты компартии «Ризоспастис», полулегального издания «Ризос Понедельника» (1946—1947) и был среди арестованных 2613 человек в «ночь арестов», 10 июля 1947 года.
С окончанием Гражданской войны (1949), стал главным редактором журнала «Тахидро́мос» (Ταχυδρόμος -Почтальон, 1950), а затем газеты «Акрополис» (1950—1966).
Григориадис был также военным корреспондентом и в ходе своих поездок освещал Берлинский кризис 1953 года, Войну во Вьетнаме (1966) и Пражскую весну (1968).
Солон Григориадис умер в Афинах в 1994 году, в возрасте 82 лет.

## Работы
Григориадис опубликовал большое число исторических работ, среди которых:
- История современной Греции 1941—1974[8]
- Краткая история Национального Сопротивления, Декабря и Гражданской войны 1944—1949
- Экономическая история Греции
- Декабрь 1944 года
- Гражданская война 1946—1949
- После Гражданской войны
- Балканские войны 1912—1913[9]

За свою журналистскую и писательскую деятельность Григориадис был награждён премией «Афанасиос Боцис».

## Оценка историка Григориадиса
Рассматривая самую известную работу Григориадиса, «Историю современной Греции 1941—1974» в трёх томах, Георгиос Маргаритис, профессор кафедры истории Аристотелева университета отмечает несколько моментов: Григориадис начинает свою «Историю» не с началом века и даже не вступлением Греции во Вторую мировую войну, а с точки «ноль», с вступления немцев в греческую столицу. Пройдя через славное Национальное Сопротивление, Декабрь, Гражданскую войну, Григориадис завершает свою историю другой точкой «ноль», постыдной военной хунтой и её падением. «От ноля к нолю». Маргаритис пишет, что «История Григориадиса» приобретает таким образом дидактический (поучительный) характер, как религиозные тексты.
При этом, Григориадис, будучи участником событий, не находился в центрах принятия решений. Он имел информацию от своего окружения и окружения отца, но основным подспорьем в его работе историка служила его собственная журналистская деятельность.